# きだ版ライダー絵巻 仮面ライダー電王 激突! 電王VS信長
『きだ版ライダー絵巻 仮面ライダー電王 激突! 電王VS信長』（きだばんライダーえまき かめんライダーでんおう げきとつ!でんおうバーサスのぶなが）は、2007年夏から2008年にかけて東映太秦映画村で上演されたヒーローショー。

## 概要
キャラクターの声は、モモタロス役（関俊彦）を除きオリジナルとは別人が演じている。しかし、東映太秦映画村でのイベントだけあり、水戸黄門（TBS系）の音楽などを利用しており、ソードフォームで忍者軍団との殺陣も行われている。脚本は、小林靖子や米村正二ではなく、『仮面ライダークウガ』や『仮面ライダー響鬼』（メインライター）などの脚本を書いたきだつよしが担当。演出も自ら行っている。
『仮面ライダー』の1号と2号が登場しており、テーマ曲として「レッツゴー!! ライダーキック」（作詞：石ノ森章太郎 作曲・編曲：菊池俊輔 歌：子門真人） が使われている。

## あらすじ
仮面ライダー電王は、謎のイマジンと交戦するが、そのイマジンの操る時の扉によって、戦国時代へ跳ばされてしまう。そこで武将の明智光秀や同じく跳ばされた初代ダブルライダーに出逢い、共に謎のイマジンと契約した織田信長を追う。

## 登場人物
野上良太郎/仮面ライダー電王
『仮面ライダー電王』の主人公。ソードフォームとして戦っていた時に、謎のイマジンと共に戦国時代に飛ばされてしまう。本作では、野上良太郎の生身の体としての登場はなく、「モモタロスの説得」や「仮面ライダーの説明」等が役割となっている。
モモタロス
良太郎に味方するイマジン。良太郎に憑依しソードフォームとして戦っていたときに、謎のイマジンと共に、戦国時代に跳ばされてしまう。他のイマジンと連絡がとれないためもあり、ソードフォームとして登場し続けている。
ウラタロス
良太郎に味方するイマジン。本作での登場は、照明効果と声のみ。
キンタロス
良太郎に味方するイマジン。「泣き言」という言葉に反応して良太郎へ憑依し、アックスフォームへと変身する。
リュウタロス
良太郎に味方するイマジン。本作での登場は、照明効果と声のみ。
本郷猛/仮面ライダー1号
『仮面ライダー』の主人公。一文字と共に、戦国時代へ跳ばされてしまう。
一文字隼人/仮面ライダー2号
『仮面ライダー』の主人公。本郷と共に、戦国時代へ跳ばされてしまう。
謎のイマジン
巨大な望みを探すイマジン。アックスフォームの技を受け止める程の実力の持ち主。
時の扉を使い、時を超えようとするが、電王に邪魔され、戦国時代に跳ばされてしまう。その後、織田信長と契約をする。
織田信長との契約により力を得て、自らを「第六天魔王」と名乗る。
「ギガンデスとなった後、再び通常の姿に戻る」「契約なしでも、時の扉を使い、時間移動ができる」など通常のイマジンとは異なる特徴を持つ。
織田信長
天下布武を行おうとする武将。
明智光秀
信長の家臣。織田信長と魔物(イマジン)の契約を目撃し、信長を討つことを決意する。
忍者軍団
明智光秀の部下。カブいた格好からソードフォームの電王を信長と勘違いして襲うも、返り討ちに遭う。
骸骨頭の男
骸骨のような頭をした謎の男。
骸骨頭の男の部下
人間ではない存在であり、謎のイマジンによって操られている。

## スタッフ
- 脚本、演出：きだつよし（キバ版は脚本のみ）

## キャスト
- モモタロス - 関俊彦

## 『きだ版ライダー絵巻 激突! 電キバVS信長』
2008年3月14日、渋谷C.C.Lemonホールで開催されたイベント『電キバ祭り ～最初から最後までキバっていくぜ!!～』で上演された、『電王VS信長』のリニューアル版。
大きな変更点は以下のとおり。
- 1号・2号に代わって仮面ライダーキバが登場。
- モモタロス・ウラタロス・キンタロス・リュウタロスが着ぐるみで登場している。
- モモタロス役（関俊彦）以外のキャストもオリジナルのものに変更されており、関のセリフも一部新録されている。
- 信長、光秀の演者も変更されている。
- 劇中音楽は東映特撮に限らず他作品のものをかなり流用していたが、ほぼ『キバ』と『電王』の楽曲に統一された。
- きだが脚本改訂のみに留まり、セリフの間などの演出面が大幅に改修された。

### 『電キバVS信長』でのキャスト
- 野上良太郎 - 佐藤健
- モモタロス - 関俊彦
- ウラタロス - 遊佐浩二
- キンタロス - てらそままさき
- リュウタロス - 鈴村健一
- 紅渡 - 瀬戸康史
- キバットバットIII世 - 杉田智和

### 備考
- 『電王』と『仮面ライダーキバ』のクロスオーバー作品は、本作や『仮面ライダー電王&キバ クライマックス刑事』の他にもプラネタリウム向け作品の『仮面ライダーキバ&電王 デンライナー宇宙へ!』が制作されているが、電キバ祭りでは上映されていない。
- また、『モモタロスのまっかっか城の王』では、上記の作品群とは異なり『キバ』を劇中劇と思わせる発言をリュウタロスがしているが、『キバ』劇場版の登場人物である仮面ライダーレイも同作には登場している。

### 映像ソフト化
- DVD『劇場版 仮面ライダー電王&キバ クライマックス刑事 コレクターズパック+電キバ祭り』のDisc2に収録。